# A Cobra 11 epizódjainak listája
Az alábbi lista tartalmazza a Cobra 11 című német televíziós sorozat epizódjait.

## 1. évad (1996)
| Sor. | Év. | Cím                                                    | Rendező     | Író                  | Premier           |
| ---- | --- | ------------------------------------------------------ | ----------- | -------------------- | ----------------- |
| 1.   | 1.  | Bomba a 92-es kilométerkőnél (Bomben bei Kilometer 92) | Leo Zahn    | Claude Clueni        | 1996. március 12. |
| 2.   | 2.  | A végzet rózsái (Rote Rosen, schwarzer Tod)            | Tomy Wigand | Clementine Hegewisch | 1996. március 19. |
| 3.   | 3.  | Az új kolléga (Der neue Partner)                       | Peter Vogel | Fritz-Müller Scherz  | 1996. március 26. |
| 4.   | 4.  | Lányok az út mentén (Mord und Totschlag)               | Peter Vogel | Fritz-Müller Scherz  | 1996. április 2.  |
| 5.   | 5.  | Pókiszony (Tod bei Tempo 100)                          | Peter Vogel | Dirk Külov           | 1996. április 9.  |
| 6.   | 6.  | Nemzedékek (Der Alte und der Junge)                    | Peter Vogel | Hubert Skloud        | 1996. április 16. |
| 7.   | 7.  | Átverés (Falsches Blaulicht)                           | Peter Vogel | Clemens Berger       | 1996. április 23. |
| 8.   | 8.  | A szamuráj (Der Samurai)                               | Peter Vogel | Clemens Berger       | 1996. április 30. |
| 9.   | 9.  | Végállomás (Endstation für alle)                       | Peter Vogel | Clemens Berger       | 1996. május 7.    |

## 2. évad (1997)
| Sor. | Év. | Cím                                          | Rendező            | Író                                         | Premier           |
| ---- | --- | -------------------------------------------- | ------------------ | ------------------------------------------- | ----------------- |
| 10.  | 1.  | Örökös rendelésre (Ausgesetzt)               | Peter Vogel        | Mathias Herbert                             | 1997. március 11. |
| 11.  | 2.  | Hidegvérrel (Kaltblütig)                     | Peter Vogel        | Mathias Herbert                             | 1997. március 18. |
| 12.  | 3.  | Hajtóvadászat (Shotgun)                      | Peter Vogel        | K.M. Majewski                               | 1997. március 25. |
| 13.  | 4.  | Kényszerleszállás (Notlandung)               | Pete Ariel         | Clementina Hegewisch és Fritz Müller-Scherz | 1997. április 1.  |
| 14.  | 5.  | A merénylet (Das Attentat)                   | Gabriele Heberling | Dieter Tarnowsky                            | 1997. április 8.  |
| 15.  | 6.  | Az elveszett kislány (Die verlorene Tochter) | Robert Sigl        | Renate Kampmann                             | 1997. április 15. |

## 3. évad (1997-1998)
| Sor. | Év. | Cím                                   | Rendező                  | Író               | Premier            |
| ---- | --- | ------------------------------------- | ------------------------ | ----------------- | ------------------ |
| 16.  | 1.  | Öngyilkos száguldás (Crash)           | Gabriele Heberling       | Norbert Eberlein  | 1997. október 14.  |
| 17.  | 2.  | Tesztelés (Generalprobe)              | Cornelia Dorn von Rossum | David Simmons     | 1997. október 21.  |
| 18.  | 3.  | Gyerek-szimat (Kindersorgen)          | Gabriele Heberling       | Matthias Herbert  | 1997. október 28.  |
| 19.  | 4.  | Féktelenül (Bremsversagen)            | Pete Ariel               | Matthias Herbert  | 1997. november 11. |
| 20.  | 5.  | A bosszú édes íze (Rache ist süss)    | Pete Ariel               | Matthias Herrmann | 1997. november 18. |
| 21.  | 6.  | Rabló-hadjárat (Raubritter)           | Cornelia Dorhn           | Matthias Herbert  | 1997. december 2.  |
| 22.  | 7.  | A nap gyermekei (Sonnenkinder)        | Dror Zahavi              | Matthias Herbert  | 1998. március 31.  |
| 23.  | 8.  | A hírnév átka (Tödlicher Ruhm)        | Hans Schönherr           | Kai Hensel        | 1998. április 7.   |
| 24.  | 9.  | Rövidített játszma (Volley Stop)      | Pete Ariel               | Matthias Herbert  | 1998. április 16.  |
| 25.  | 10. | Túszok (Kurze Rast)                   | Arend Aghte              | Matthias Herbert  | 1998. április 23.  |
| 26.  | 11. | A hullaszállító (Leichenwagen)        | Helmut Metzger           | Mike Scheffner    | 1998. április 30.  |
| 27.  | 12. | A méregkeverő (Gift)                  | Hans Schönherr           | David Simmons     | 1998. május 7.     |
| 28.  | 13. | Két tűz között (Zwischen den Fronten) | Pete Ariel               | Jochen Wermann    | 1998. május 14.    |
| 29.  | 14. | Nepperek (Schnäppchenjäger)           | Helmut Metzger           | Hans Gerd Müller  | 1998. május 28.    |
| 30.  | 15. | Alma a fájától... (Faule Äpfel)       | Arend Aghte              | Mike Scheffner    | 1998. június 4.    |
| 31.  | 16. | Halálos csapás (Schlag zu)            | Pete Ariel               | Matthias Herbert  | 1998. június 18.   |

## 4. évad (1998-1999)
| Sor. | Év. | Cím                                          | Rendező            | Író                               | Premier            |
| ---- | --- | -------------------------------------------- | ------------------ | --------------------------------- | ------------------ |
| 32.  | 1.  | Ámokfutó páncélos (Ein Leopard läuft Amok)   | Helmut Metzger     | Andreas Föhr és Thomas Letocha    | 1998. október 1.   |
| 33.  | 2.  | Az utolsó esély (Die letzte Chance)          | Helmut Metzger     | David Simmons és Matthias Herbert | 1998. október 8.   |
| 34.  | 3.  | Homoksír (Tödlicher Sand)                    | Christoph Eichhorn | Birgit Grosz                      | 1998. október 15.  |
| 35.  | 4.  | A tűzvihar (Im Fadenkreuz)                   | Diethard Küster    | Raphael Sola-Ferrer               | 1998. október 22.  |
| 36.  | 5.  | A köddé vált gyermek (Im Nebel verschwunden) | Diethard Küster    | Iris Anna Otto és Susanne Mischke | 1998. október 29.  |
| 37.  | 6.  | A dühkitörés (Die Anhalterin)                | Oren Schmuckler    | Matthias Herbert és David Simmons | 1998. november 5.  |
| 38.  | 7.  | A halott szemtanú (Der tote Zeuge)           | Oren Schmuckler    | Benedikt Gollhardt                | 1998. november 12. |
| 39.  | 8.  | A joker (Der Joker)                          | Diethard Küster    | Matthias Herbert                  | 1998. november 19. |
| 40.  | 9.  | Ördögi szerkezet (Treibstoff)                | Helmut Metzger     | Gerhard Rekel és Alexander Hahn   | 1999. március 18.  |
| 41.  | 10. | Gyilkos rakomány (Tödliche Ladung)           | Marc Hertel        | TOPAS szerzői partnerség          | 1999. március 25.  |
| 42.  | 11. | Bosszúvágy (Brennender Ehrgeiz)              | Helmut Metzger     | Enrico Jakob és Matthias Herbert  | 1999. április 1.   |
| 43.  | 12. | Árnyékharcosok (Schattenkrieger)             | Raoul W. Heimrich  | Lorenz Stassen                    | 1999. április 8.   |
| 44.  | 13. | Házhozszállítás (Taxi 541)                   | Christoph Eichhorn | Matthias Herbert                  | 1999. április 15.  |
| 45.  | 14. | Szemet szemért (Der Richter)                 | Raoul W. Heimrich  | Matthias Herbert                  | 1999. április 22.  |
| 46.  | 15. | A vétlen áldozat (Der Tod eines Jungen)      | Helmut Metzger     | Uli Tobinsky                      | 1999. április 29.  |
| 47.  | 16. | A győztes magánya (Einsamer Sieg)            | Helmut Metzger     | Uli Tobinsky                      | 1999. május 6.     |

## 5. évad (1999-2000)
| Sor. | Év. | Cím                                         | Rendező               | Író                                 | Premier            |
| ---- | --- | ------------------------------------------- | --------------------- | ----------------------------------- | ------------------ |
| 48.  | 1.  | Ámokfutás az A4-en (Höllenfahrt auf der A4) | Raoul W. Heimrich     | Dieter Tarnowski                    | 1999. december 16. |
| 49.  | 2.  | Vak szerelem (Blinde Liebe)                 | Michael Karen         | Ralf Ruland                         | 2000. január 6.    |
| 50.  | 3.  | A drogszállítmány (Tulpen aus Amsterdam)    | Matthias Tiefenbacher | Iris Anna Otto és Susanne Mischke   | 2000. január 13.   |
| 51.  | 4.  | Keserű vég (Eine böse Überraschung)         | Raoul W. Heimrich     | David Simmons                       | 2000. január 19.   |
| 52.  | 5.  | A nyúl és a sün (Hase und Igel)             | Diethard Küster       | Andreas Heckmann és Andreas Schmitz | 2000. február 10.  |
| 53.  | 6.  | Fantom az országúton (Highway Maniac)       | Matthias Tiefenbacher | Uli Tobinsky                        | 2000. február 17.  |
| 54.  | 7.  | Szökésben (Auf der Flucht)                  | Diethard Küster       | Andreas Föhr és Thomas Letocha      | 2000. február 24.  |
| 55.  | 8.  | Játékszerek (Gefährliches Spielzeug)        | Stephen Manuel        | Stefan Dauck és Christian Heider    | 2000. március 2.   |
| 56.  | 9.  | A csodafegyver (Geheimnisvolle Macht)       | Axel Barth            | Uli Tobinsky                        | 2000. március 9.   |
| 57.  | 10. | Veszélyes vakáció (Die Hütte am See)        | Stephen Manuel        | Lorenz Stassen                      | 2000. március 16.  |
| 58.  | 11. | A fekete rózsa (Die Schwarze Rose)          | Raoul W. Heimrich     | Ralf Ruland                         | 2000. március 23.  |

## 6. évad (2000-2001)
| Sor. | Év. | Cím                                         | Rendező           | Író                                           | Premier            |
| ---- | --- | ------------------------------------------- | ----------------- | --------------------------------------------- | ------------------ |
| 59.  | 1.  | Emlékezetkiesés (Verlorene Erinnerungen)    | Raoul W. Heimrich | Rob Hüttinger és David Simmons                | 2000. november 9.  |
| 60.  | 2.  | Janina (Janina)                             | Michael Schneider | David Simmons                                 | 2000. november 16. |
| 61.  | 3.  | Az informátor (Der Maulwurf)                | Axel Barth        | Andreas Föhr, Thomas Letocha és David Simmons | 2000. november 23. |
| 62.  | 4.  | Sakk-matt (Schachmatt)                      | Axel Barth        | Erdoğan Atalay és Torsten Buchsteiner         | 2000. december 7.  |
| 63.  | 5.  | Talált pénz (Schumanns große Chance)        | Axel Barth        | Andreas Heckmann és Andreas Schmitz           | 2000. december 14. |
| 64.  | 6.  | Túszjárat (Todesfahrt der Linie 834)        | Raoul W. Heimrich | Dieter Tarnowski                              | 2001. április 5.   |
| 65.  | 7.  | Lázálom (Fieberträume)                      | Carmen Kurz       | Ralf Ruland                                   | 2001. április 12.  |
| 66.  | 8.  | Motorhiba (Der Tod aus dem Motor)           | Axel Barth        | Uli Tobinsky                                  | 2001. április 19.  |
| 67.  | 9.  | Kutyaszorítóban (Zwischen allen Stühlen)    | Raoul W. Heimrich | Hans G. Müller-Welters                        | 2001. május 3.     |
| 68.  | 10. | Baleset élőben (Crash Kommerz)              | Carmen Kurz       | Ekki Voigt és David Simmons                   | 2001. május 10.    |
| 69.  | 11. | Szerelem mindhalálig (Liebe bis in den Tod) | Axel Barth        | Ralf Ruland                                   | 2001. május 31.    |

## 7. évad (2001-2002)
| Sor. | Év. | Cím                                         | Rendező           | Író                                 | Premier            |
| ---- | --- | ------------------------------------------- | ----------------- | ----------------------------------- | ------------------ |
| 70.  | 1.  | Égből pottyant szerencse (Schmölders Traum) | Ralf Ruland       | Axel Barth                          | 2001. november 8.  |
| 71.  | 2.  | Rémálom (Doppelter Albtraum)                | Carmen Kurz       | Anni Grossmann                      | 2001. november 15. |
| 72.  | 3.  | Pokoli utazás (Tina und Aysim)              | Axel Barth        | David Simmons                       | 2001. november 22. |
| 73.  | 4.  | Őrült tempóban (High Speed)                 | Raoul W. Heimrich | Stefan Dauck és Christian Heider    | 2001. december 6.  |
| 74.  | 5.  | Testvérharc (Feindliche Brüder)             | Axel Barth        | Arne Nolting és Martin Scharf       | 2001. december 13. |
| 75.  | 6.  | A fekete özvegy (Die schwarze Witwe)        | Raoul W. Heimrich | Rafael Sola-Ferrer                  | 2001. december 20. |
| 76.  | 7.  | Kényszerhelyzet (Truckstop)                 | Raoul W. Heimrich | Stefan Dauck és Christian Heider    | 2002. március 14.  |
| 77.  | 8.  | Bosszúvágy (Falsches Spiel)                 | Carmen Kurz       | Ralf Ruland                         | 2002. március 21.  |
| 78.  | 9.  | Rövid boldogság (Kurzes Glück)              | Raoul W. Heimrich | David Simmons                       | 2002. március 28.  |
| 79.  | 10. | Becsületbeli ügy (Ehrensache)               | Axel Barth        | Andreas Heckmann és Andreas Schmitz | 2002. április 4.   |
| 80.  | 11. | Leszámolás (Der Rennstall)                  | Raoul W. Heimrich | Manfred Berger és David Simmons     | 2002. április 11.  |
| 81.  | 12. | A kis szemtanú (Der Kleine)                 | Carmen Kurz       | Andreas Schmitz és Andreas Heckmann | 2002. április 18.  |
| 82.  | 13. | Fekete bárányok (Schwarze Schafe)           | Axel Barth        | Elke Schilling és Thomas Schwank    | 2002. április 25.  |
| 83.  | 14. | Amnézia (Black Out)                         | Raoul W. Heimrich | Markus Hoffmann                     | 2002. május 2.     |

## 8. évad (2002-2003)
| Sor. | Év. | Cím                                                 | Rendező           | Író                                 | Premier              |
| ---- | --- | --------------------------------------------------- | ----------------- | ----------------------------------- | -------------------- |
| 84.  | 1.  | Pokoli hajsza (Hetzjagd)                            | Raoul W. Heimrich | Ralf Ruland                         | 2002. szeptember 5.  |
| 85.  | 2.  | Műkincstolvajok (Tödliche Kunst)                    | Sebastian Vigg    | Jeanet Pfitzer és Frank Koopmann    | 2002. szeptember 12. |
| 86.  | 3.  | Kereszttűzben (Im Kreuzfeuer)                       | Axel Barth        | Markus Müller                       | 2002. szeptember 19. |
| 87.  | 4.  | Kiszolgáltatva (Wehrlos)                            | Carmen Kurz       | Nick Ickx és Stefan Sasse           | 2002. szeptember 26. |
| 88.  | 5.  | A túszejtő (Bis zum bitteren Ende)                  | Carmen Kurz       | Lorenz Stassen                      | 2002. október 10.    |
| 89.  | 6.  | Tökéletes gyilkosság (Der perfekte Mord)            | Sebastian Vigg    | Elke Schilling                      | 2002. október 17.    |
| 90.  | 7.  | Apa és fia (Vater und Sohn)                         | Holger Gimpel     | Andreas Schmitz és Andreas Heckmann | 2002. október 24.    |
| 91.  | 8.  | Zsarolók (Die Clique)                               | Holger Gimpel     | Stefan Dauck és Christian Heider    | 2002. október 31.    |
| 92.  | 9.  | Bosszúhadjárat (Späte Rache)                        | Raoul W. Heimrich | Andreas Schmitz és Andreas Heckmann | 2002. november 7.    |
| 93.  | 10. | Egy riporter halála (Tod eines Reporters)           | Carmen Kurz       | Stefan Dauck és Christian Heider    | 2003. március 13.    |
| 94.  | 11. | Gátlástalanul (Ein tiefer Fall)                     | Holger Gimpel     | Andreas Schmitz és Andreas Heckmann | 2003. március 20.    |
| 95.  | 12. | A cél szentesíti az eszközt (Verraten und verkauft) | Sebastian Vigg    | Stefan Dauck és Christian Heider    | 2003. március 27.    |
| 96.  | 13. | A múlt árnyai (Schatten der Vergangenheit)          | Carmen Kurz       | Uli Tobinsky                        | 2003. április 3.     |
| 97.  | 14. | A búcsú (Abschied)                                  | Carmen Kurz       | Andreas Schmitz és Andreas Heckmann | 2003. április 10.    |

## 9. évad (2003-2004)
| Sor. | Év. | Cím                                      | Rendező                     | Író                                 | Premier              |
| ---- | --- | ---------------------------------------- | --------------------------- | ----------------------------------- | -------------------- |
| 98.  | 1.  | Tűzkeresztség (Feuertaufe)               | Raoul W. Heimrich           | Roland Heep és Frank Koopmann       | 2003. szeptember 11. |
| 99.  | 2.  | Péntek 13 (Falsche Signale)              | Raoul W. Heimrich           | David Simmons                       | 2003. szeptember 18. |
| 100. | 3.  | Robbanó csapda (Gegen die Zeit)          | Sebastian Vigg              | Frank Koopmann és Jeanet Pfitzer    | 2003. szeptember 18. |
| 101. | 4.  | Kölyökbanda (Familienbande)              | Carmen Kurz                 | Ralf Ruland                         | 2003. szeptember 25. |
| 102. | 5.  | Végzetes szállítmány (Tödliche Fracht)   | Axel Barth                  | Markus Hoffmann                     | 2003. október 2.     |
| 103. | 6.  | Gázolás (Der Aufprall)                   | Axel Barth                  | Lorenz Stassen                      | 2003. október 9.     |
| 104. | 7.  | Végzetes rajongás (Rock ’n’ Roll)        | Holger Gimpel               | Andreas Heckmann és Andreas Schmitz | 2003. október 16.    |
| 105. | 8.  | Visszaszámlálás (Countdown)              | Raoul W. Heimrich           | Ingo Regenbogen és Horst Wieschen   | 2003. október 23.    |
| 106. | 9.  | Privát kopó (Der Detektiv)               | Sebastian Vigg              | Axel Bär                            | 2003. október 30.    |
| 107. | 10. | Könnyű préda (Leichte Beute)             | Carmen Kurz                 | Elke Schilling                      | 2004. március 18.    |
| 108. | 11. | Diplomáciai mentesség (Ohne Ausweg)      | Axel Barth                  | Lorenz Stassen                      | 2004. március 25.    |
| 109. | 12. | Palimadarak (Heinrich und Paul)          | Holger Gimpel               | Andreas Heckmann és Andreas Schmitz | 2004. április 1.     |
| 110. | 13. | Célkeresztben (Im Visier des Todes)      | Hermann Joha és Carmen Kurz | Markus Hoffmann                     | 2004. április 8.     |
| 111. | 14. | Zsarolás (Sabotage)                      | Holger Gimpel               | Ingo Regenbogen és Horst Wieschen   | 2004. április 8.     |
| 112. | 15. | Halállista (Die Todesliste)              | Holger Gimpel               | Ralf Ruland                         | 2004. április 22.    |
| 113. | 16. | Beépülve (Undercover)                    | Holger Gimpel               | Frank Koopmann és Jeanet Pfitzer    | 2004. április 29.    |
| 114. | 17. | A szerelem ölni képes (Vertrauter Feind) | Carmen Kurz                 | Elke Schilling                      | 2004. május 6.       |
| 115. | 18. | Szemtanú végveszélyben (Die Zeugin)      | Holger Gimpel               | Jörg Schnitger és Sven Ulrich       | 2004. május 13.      |

## 10. évad (2004-2005)
| Sor. | Év. | Cím                                           | Rendező           | Író                                 | Premier              |
| ---- | --- | --------------------------------------------- | ----------------- | ----------------------------------- | -------------------- |
| 116. | 1.  | Holtomiglan, holtodiglan (Für immer und ewig) | Sebastian Vigg    | Frank Koopmann és Roland Heep       | 2004. szeptember 9.  |
| 117. | 2.  | Bármi áron (Um jeden Preis)                   | Sebastian Vigg    | Christian Heider és Alexander Kraus | 2004. szeptember 16. |
| 118. | 3.  | A bérgyilkosnő (Freunde in Not)               | Axel Barth        | Andreas Schmitz és Andreas Heckmann | 2004. szeptember 23. |
| 119. | 4.  | Riválisok (Showdown)                          | Axel Sand         | Ralf Ruland                         | 2004. szeptember 30. |
| 120. | 5.  | Ki szelet vet, vihart arat (Wer Wind sät…)    | Sebastian Vigg    | Markus Hoffmann                     | 2004. október 7.     |
| 121. | 6.  | Végsebesség (Feuer und Flamme)                | Axel Sand         | Ingo Regenbogen és Horst Wieschen   | 2004. október 14.    |
| 122. | 7.  | Anyuka pácban (Muttertag)                     | Axel Barth        | Jörg Alberts és Roland Heep         | 2004. október 28.    |
| 123. | 8.  | Tisztogatók (Gnadenlos)                       | Axel Barth        | Jeanet Pfitzer és David Simmons     | 2004. november 4.    |
| 124. | 9.  | Rossz társaság (Falsche Freundschaft)         | Carmen Kurz       | Elke Schilling                      | 2004. november 11.   |
| 125. | 10. | Irdatlan iramban (Extrem)                     | Carmen Kurz       | Ingo Regenbogen és Horst Wieschen   | 2004. november 18.   |
| 126. | 11. | Régi partner, nem vén partner (Comeback)      | Sebastian Vigg    | Ingo Regenbogen és Horst Wieschen   | 2005. február 10.    |
| 127. | 12. | Öreg zsaru, nem vén zsaru (Der Kommissar)     | Axel Sand         | Ralf Ruland                         | 2005. február 17.    |
| 128. | 13. | A nap hőse (Heldentage)                       | Carmen Kurz       | Ingo Regenbogen és Horst Wieschen   | 2005. február 24.    |
| 129. | 14. | Végzetes titok (Hochspannung)                 | Raoul W. Heimrich | Markus Hoffmann                     | 2005. március 3.     |
| 130. | 15. | Végzetes tévedés (Jäger und Gejagte)          | Axel Barth        | Andreas Heckmann és Andreas Schmitz | 2005. március 10.    |
| 131. | 16. | Vezércsel (Feindliche Übernahme)              | Carmen Kurz       | Christian Heider és Alexander Kraus | 2005. március 17.    |
| 132. | 17. | Robbanékony természet (Explosiv)              | Sebastian Vigg    | Markus Hoffmann                     | 2005. március 24.    |
| 133. | 18. | A gyújtogató (Feueralarm)                     | Raoul W. Heimrich | Jörg Schnitger és Sven Ulrich       | 2005. március 31.    |

## 11. évad (2005-2006)
| Sor. | Év. | Cím                                  | Rendező                     | Író                                 | Premier              |
| ---- | --- | ------------------------------------ | --------------------------- | ----------------------------------- | -------------------- |
| 134. | 1.  | A bőrönd (Brennpunkt: Autobahn)      | Sebastian Vigg              | Christian Heider és Alexander Kraus | 2005. szeptember 15. |
| 135. | 2.  | Mentő lövés (Notwehr)                | Axel Barth                  | Lorenz Stassen és Hans-Jürgen Teske | 2005. szeptember 22. |
| 136. | 3.  | Bántalmazás (Zivilcourage)           | Sebastian Vigg              | Elke Schilling                      | 2005. szeptember 29. |
| 137. | 4.  | Víruscsapda (Auf der Jagd)           | Raoul W. Heimrich           | Ingo Regenbogen és Horst Wieschen   | 2005. október 6.     |
| 138. | 5.  | Kábító kerekek (Kleine Schwester)    | Axel Barth                  | Frank Koopmann és Jeanet Pfitzer    | 2005. október 20.    |
| 139. | 6.  | Végzetes félrelépés (Unter Verdacht) | Roland Busch és Carmen Kurz | Arne Nolting és Jan Martin Scharf   | 2006. március 30.    |
| 140. | 7.  | Zuhanás (Am Abgrund)                 | Raoul W. Heimrich           | Arne Nolting és Jan Martin Scharf   | 2006. április 6.     |
| 141. | 8.  | Lázálom (Fieber)                     | Axel Sand                   | Frank Koopmann és Jeanet Pfitzer    | 2006. április 13.    |
| 142. | 9.  | Nincs megállás (Außer Kontrolle)     | Axel Barth                  | Sven Ulrich                         | 2006. április 20.    |
| 143. | 10. | Pénzért bármit (Kein Weg zurück)     | Roland Busch és Carmen Kurz | Michael Krause                      | 2006. április 27.    |
| 144. | 11. | Emlékmás (Flashback)                 | Carmen Kurz                 | Ingo Regenbogen és Horst Wieschen   | 2006. május 11.      |
| 145. | 12. | Társak a bajban (Unter Feuer)        | Axel Barth                  | Ingo Regenbogen és Horst Wieschen   | 2006. május 18.      |

## 12. évad (2006-2007)
| Sor. | Év. | Cím                                       | Rendező        | Író                                 | Premier              |
| ---- | --- | ----------------------------------------- | -------------- | ----------------------------------- | -------------------- |
| 146. | 1.  | A kasszafúró (Vertrauenssache)            | Carmen Kurz    | Roland Heep és Jeanet Pfitzer       | 2006. szeptember 7.  |
| 147. | 2.  | Részvények egy halottért (Volles Risiko)  | Heinz Dietz    | Lorenz Stassen                      | 2006. szeptember 7.  |
| 148. | 3.  | A csali (Im Angesicht des Todes)          | Axel Barth     | Arne Nolting és Jan Martin Scharf   | 2006. szeptember 14. |
| 149. | 4.  | Menekülők (Lauras Entscheidung)           | Axel Barth     | Elke Schilling                      | 2006. szeptember 21. |
| 150. | 5.  | A zűr bajjal jár (Tödliche Bewährung)     | Axel Sand      | Michael Krause                      | 2006. szeptember 28. |
| 151. | 6.  | Se veled, se nélküled (Freundschaft)      | Axel Barth     | Arne Nolting és Jan Martin Scharf   | 2006. október 5.     |
| 152. | 7.  | A második esély (Die zweite Chance)       | Axel Sand      | Michael Krause                      | 2006. október 12.    |
| 153. | 8.  | Alma a fájától (Frankie)                  | Axel Barth     | Andreas Schmitz                     | 2006. október 19.    |
| 154. | 9.  | Az őrület határán (Das Versprechen)       | Sebastian Vigg | Ralf Ruland                         | 2006. október 26.    |
| 155. | 10. | Az utolsó dobás (Der letzte Coup)         | Sebastian Vigg | Michael Krause                      | 2006. november 2.    |
| 156. | 11. | Padlógáz (Der Fahrer)                     | Ed Ehrenberg   | Mike Bäuml                          | 2006. november 9.    |
| 157. | 12. | Kéz- és lábtörést! (Hals- und Beinbruch)  | Axel Barth     | Andreas Heckmann és Andreas Schmitz | 2006. november 16.   |
| 158. | 13. | Egy jó barát halála (Auf Leben und Tod)   | Axel Barth     | Arne Nolting és Jan Martin Scharf   | 2007. március 22.    |
| 159. | 14. | Csalók klubja (In bester Absicht)         | Heinz Dietz    | Michael Krause                      | 2007. március 29.    |
| 160. | 15. | Egy arc a múltból (Nemesis)               | Axel Sand      | Lorenz Stassen                      | 2007. április 5.     |
| 161. | 16. | A nagy zsákmány (Die Partner)             | Sebastian Vigg | Klaus Jochmann                      | 2007. április 12.    |
| 162. | 17. | A holtak nem beszélnek (Gegen jede Regel) | Axel Sand      | Horst Wieschen                      | 2007. április 19.    |
| 163. | 18. | Veszélyes manőver (Der Staatsanwalt)      | Axel Sand      | Lorenz Stassen                      | 2007. április 26.    |
| 164. | 19. | A belső ember (Todfeinde)                 | Heinz Dietz    | Christian Heider                    | 2007. május 3.       |
| 165. | 20. | Bűn és bűnhődés (Schuld und Sühne)        | Sebastian Vigg | Elke Schilling                      | 2007. május 10.      |

## 13. évad (2007-2008)
| Sor. | Év. | Cím                                    | Rendező          | Író                               | Premier              |
| ---- | --- | -------------------------------------- | ---------------- | --------------------------------- | -------------------- |
| 166. | 1.  | Az idő szorításában (Entführt)         | Sebastian Vigg   | Ingo Regenbogen és Horst Wieschen | 2007. szeptember 20. |
| 167. | 2.  | Szívroham (Infarkt)                    | Sebastian Vigg   | Frank Koopmann és Roland Heep     | 2007. szeptember 27. |
| 168. | 3.  | Rajtaütés (Rattennest)                 | Heinz Dietz      | Ralf Ruland                       | 2007. október 4.     |
| 169. | 4.  | Túszejtők (Ausgeliefert)               | Axel Sand        | Ralf Ruland                       | 2007. október 11.    |
| 170. | 5.  | A labor (Alte Schule)                  | Sebastian Vigg   | Mike Bäuml                        | 2007. október 18.    |
| 171. | 6.  | Az igazság órája (Stunde der Wahrheit) | Axel Sand        | Ralf Ruland                       | 2007. október 25.    |
| 172. | 7.  | Családi ügy (Familiensache)            | Sebastian Vigg   | Michael Krause és Ralf Ruland     | 2007. november 1.    |
| 173. | 8.  | A rettegő város (Stadt in Angst)       | Axel Sand        | Arne Nolting és Jan Martin Scharf | 2008. március 13.    |
| 174. | 9.  | A behajtó (Inkasso)                    | Heinz Dietz      | Lorenz Stassen                    | 2008. március 20.    |
| 175. | 10. | Bosszúvágy (Auge um Auge)              | Christian Theede | Stefan Dauck                      | 2008. március 27.    |
| 176. | 11. | Bármi áron (Leben und leben lassen)    | Heinz Dietz      | Christian Heider                  | 2008. április 3.     |
| 177. | 12. | Összeomlás (Totalverlust)              | Heinz Dietz      | Arne Nolting és Jan Martin Scharf | 2008. április 10.    |
| 178. | 13. | Hatalomátvétel (Exodus)                | Heinz Dietz      | Michael Krause                    | 2008. április 17.    |
| 179. | 14. | Veszélyes játék (Unter Feinden)        | Christian Theede | Horst Wieschen                    | 2008. április 24.    |

## 14. évad (2008-2009)
| Sor. | Év. | Cím                                     | Rendező                | Író                                       | Premier              |
| ---- | --- | --------------------------------------- | ---------------------- | ----------------------------------------- | -------------------- |
| 180. | 1.  | A koronatanú (Auf eigene Faust)         | Axel Sand              | Arne Nolting és Jan Martin Scharf         | 2008. szeptember 4.  |
| 181. | 2.  | Török módra (Am Ende der Jugend)        | Heinz Dietz            | Klaus Wolfertstetter és Jan Martin Scharf | 2008. szeptember 11. |
| 182. | 3.  | Anya csak egy van (Rabenmutter)         | Sebastian Vigg         | Andreas Heckmann                          | 2008. szeptember 18. |
| 183. | 4.  | Veszélyes kapcsolatok (Schattenmann)    | Heinz Dietz            | Horst Wieschen                            | 2008. szeptember 25. |
| 184. | 5.  | Túszdráma (Unter Druck)                 | Heinz Dietz            | Horst Wieschen                            | 2008. október 2.     |
| 185. | 6.  | A kis nyomozó (Wer einmal lügt...)      | Sebastian Vigg         | Ralf Ruland                               | 2008. október 9.     |
| 186. | 7.  | Az áruló (Der Verrat)                   | Heinz Dietz            | Ralf Ruland                               | 2008. október 16.    |
| 187. | 8.  | A mesterlövész (Die Leibwächter)        | Alexander Sascha Thiel | Ingo Regenbogen                           | 2008. október 23.    |
| 188. | 9.  | Eltemetve (Begraben)                    | Alexander Sascha Thiel | Boris von Sychowski                       | 2008. október 30.    |
| 189. | 10. | Kábulat (Im Aus)                        | Heinz Dietz            | Andreas Heckmann                          | 2009. március 5.     |
| 190. | 11. | Menyasszonytánc (Die Braut)             | Jan Martin Scharf      | Jürgen Matthäi és Thomas Retzbach         | 2009. március 12.    |
| 191. | 12. | A kis zseni (Genies unter sich)         | Heinz Dietz            | Arne Nolting és Jan Martin Scharf         | 2009. március 19.    |
| 192. | 13. | Az összeesküvés (Das Komplott)          | Holger Haase           | Ralf Ruland                               | 2009. március 26.    |
| 193. | 14. | A fekete Madonna (Die schwarze Madonna) | Holger Haase           | Stefan Dauck                              | 2009. április 2.     |
| 194. | 15. | Égi segítség (Himmelfahrtskommando)     | Jan Martin Scharf      | Stefan Dauck                              | 2009. április 9.     |

## 15. évad (2009-2010)
| Sor. | Év. | Cím                                  | Rendező                | Író                               | Premier              |
| ---- | --- | ------------------------------------ | ---------------------- | --------------------------------- | -------------------- |
| 195. | 1.  | Gyilkos vírus (Das Ende der Welt)    | Axel Sand              | Arne Nolting és Jan Martin Scharf | 2009. szeptember 3.  |
| 196. | 2.  | A kartell (Das Kartell)              | Heinz Dietz            | Stefan Dauck                      | 2009. szeptember 10. |
| 197. | 3.  | Testvéri szeretet (Bruderliebe)      | Heinz Dietz            | Horst Wieschen                    | 2009. szeptember 17. |
| 198. | 4.  | Ikrek hadművelet (Operation: Gemini) | Alexander Sascha Thiel | Stefan Dauck                      | 2009. szeptember 24. |
| 199. | 5.  | A Párduc (Der Panther)               | Alexander Sascha Thiel | Andreas Heckmann                  | 2009. október 1.     |
| 200. | 6.  | A tékozló fiú (Der verlorene Sohn)   | Heinz Dietz            | Ingo Regenbogen                   | 2009. október 8.     |
| 201. | 7.  | A kapzsiság ára (Alte Freunde)       | Heinz Dietz            | Ralf Ruland                       | 2009. október 15.    |
| 202. | 8.  | Lángoló Rajna (Rhein in Flammen)     | Franco Tozza           | Jürgen Matthäi és Thomas Retzbach | 2009. október 22.    |
| 203. | 9.  | Kedves ellenségem (Geliebter Feind)  | Franco Tozza           | Andreas Heckmann                  | 2009. október 29.    |
| 204. | 10. | Kóma (Koma)                          | Axel Sand              | Jürgen Matthäi és Thomas Retzbach | 2010. március 11.    |
| 205. | 11. | Vírus (Cyberstorm)                   | Heinz Dietz            | Horst Wieschen                    | 2010. március 18.    |
| 206. | 12. | Váltságdíj (Kopfgeld auf Kim Krüger) | Axel Sand              | Ralf Ruland                       | 2010. március 25.    |
| 207. | 13. | Napfogyatkozás (Tag der Finsternis)  | Heinz Dietz            | Lorenz Stassen                    | 2010. április 8.     |
| 208. | 14. | Nyomtalanul (Spurlos)                | Alexander Sascha Thiel | Ingo Regenbogen                   | 2010. április 15.    |
| 209. | 15. | Fedőneve: Tigris (Codename Tiger)    | Alexander Sascha Thiel | Frank Koopmann és Roland Heep     | 2010. április 22.    |

## 16. évad (2010-2011)
| Sor. | Év. | Cím                                             | Rendező                | Író                               | Premier              |
| ---- | --- | ----------------------------------------------- | ---------------------- | --------------------------------- | -------------------- |
| 210. | 1.  | Merénylet (Der Anschlag)                        | Heinz Dietz            | Arne Nolting és Jan Martin Scharf | 2010. szeptember 2.  |
| 211. | 2.  | Baráti segítség (Für das Leben eines Freundes)  | Franco Tozza           | Andreas Brune és Sven Frauenhoff  | 2010. szeptember 9.  |
| 212. | 3.  | Az élet mindig drága (Der Prüfer)               | Heinz Dietz            | Arne Nolting és Jan Martin Scharf | 2010. szeptember 16. |
| 213. | 4.  | Az utolsó nap (Der letzte Tag)                  | Heinz Dietz            | Horst Wieschen                    | 2010. szeptember 23. |
| 214. | 5.  | Újoncok (Turbo & Tacho)                         | Jan Martin Scharf      | Andreas Heckmann                  | 2010. szeptember 30. |
| 215. | 6.  | Kémek a gálán (Formel Zukunft)                  | Jan Martin Scharf      | Stefan Dauck                      | 2010. október 7.     |
| 216. | 7.  | Az ostrom (Der Angriff)                         | Franco Tozza           | Ralf Ruland                       | 2010. október 14.    |
| 217. | 8.  | Fogd a pénzt és fuss! (Bad Bank)                | Franco Tozza           | Jürgen Matthäi és Thomas Retzbach | 2011. március 10.    |
| 218. | 9.  | Bűnös múlt (Das zweite Leben)                   | Franco Tozza           | Boris von Sychowski               | 2011. március 17.    |
| 219. | 10. | Tekerj az életedért! (Höher, schneller, weiter) | Axel Sand              | Andreas Heckmann                  | 2011. március 24.    |
| 220. | 11. | Tévésztár egyenruhában (Und...Action...!)       | Heinz Dietz            | Frank Koopmann és Jeanet Pfitzer  | 2011. március 31.    |
| 221. | 12. | Tűzvonalban (In der Schusslinie)                | Heinz Dietz            | Ralf Ruland                       | 2011. április 7.     |
| 222. | 13. | A hasonmás (Toter Bruder)                       | Alexander Sascha Thiel | Ralf Ruland                       | 2011. április 14.    |

## 17. évad (2011-2012)
| Sor. | Év. | Cím                                         | Rendező                | Író                              | Premier              |
| ---- | --- | ------------------------------------------- | ---------------------- | -------------------------------- | -------------------- |
| 223. | 1.  | Török kapcsolat (72 Stunden Angst)          | Heinz Dietz            | Ralf Ruland                      | 2011. szeptember 15. |
| 224. | 2.  | Az idő fogságában (Wettlauf gegen die Zeit) | Franco Tozza           | Ralf Ruland                      | 2011. szeptember 22. |
| 225. | 3.  | A hajsza (Mitten ins Herz)                  | Heinz Dietz            | Andreas Brune és Sven Frauenhoff | 2011. szeptember 29. |
| 226. | 4.  | Újoncok akcióban (Turbo und Tacho reloaded) | Heinz Dietz            | Andreas Heckmann                 | 2011. október 6.     |
| 227. | 5.  | Kulisszatitkok (En Vogue)                   | Axel Sand              | Stefan Dauck                     | 2011. október 13.    |
| 228. | 6.  | Családi ügy (Familienangelegenheiten)       | Alexander Sascha Thiel | Nicolai Auer                     | 2011. október 20.    |
| 229. | 7.  | Erőltetett menet (Babyalarm)                | Alexander Sascha Thiel | Stefan Dauck                     | 2011. október 27.    |
| 230. | 8.  | Összeesküvés (Die Verschwörung)             | Nico Zavelberg         | Andreas Brune és Sven Frauenhoff | 2011. november 3.    |
| 231. | 9.  | Krimi a karneválon (Viva Colonia)           | Franco Tozza           | Lorenz Stassen                   | 2011. november 10.   |
| 232. | 10. | Piszkos üzlet (Überschall)                  | Franco Tozza           | Frank Koopmann és Roland Heep    | 2012. március 8.     |
| 233. | 11. | Gyémántrablók (Der Ex)                      | Axel Sand              | Andreas Heckmann                 | 2012. március 15.    |
| 234. | 12. | Második esély (Hundstage)                   | Axel Sand              | Andreas Heckmann                 | 2012. március 22.    |
| 235. | 13. | Emberrablók (Die Nervensäge)                | Franco Tozza           | Ralf Ruland                      | 2012. március 29.    |
| 236. | 14. | Hajtóvadászat (Die Gejagten)                | Franco Tozza           | Andreas Brune és Sven Frauenhoff | 2012. április 5.     |
| 237. | 15. | Személyiségzavar (Zerbrochen)               | Heinz Dietz            | Boris von Sychowski              | 2012. április 12.    |
| 238. | 16. | Kígyófészek (Schlangennest)                 | Heinz Dietz            | Andreas Heckmann                 | 2012. április 19.    |

## 18. évad (2012-2013)
| Sor. | Év. | Cím                                            | Rendező             | Író                               | Premier              |
| ---- | --- | ---------------------------------------------- | ------------------- | --------------------------------- | -------------------- |
| 239. | 1.  | A halál angyalai (Engel des Todes)             | Franco Tozza        | Ralf Ruland                       | 2012. szeptember 6.  |
| 240. | 2.  | Hidegvérrel (Ohne Gewissen)                    | Heinz Dietz         | Andreas Brune és Sven Frauenhoff  | 2012. szeptember 13. |
| 241. | 3.  | A Jób hadművelet (Operation Hiob)              | Nico Zavelberg      | Andreas Schmitz                   | 2012. szeptember 20. |
| 242. | 4.  | Lánykereskedők (Bestellt, entführt, geliefert) | Heinz Dietz         | Lorenz Stassen                    | 2012. szeptember 27. |
| 243. | 5.  | Szélhámosok (Gier)                             | Axel Sand           | Horst Wieschen                    | 2012. október 4.     |
| 244. | 6.  | Titkos küldetés (Alleingang)                   | Alexander Dierbach  | Andreas Brune és Sven Frauenhoff  | 2013. február 14.    |
| 245. | 7.  | A mentalista (Der Mentalist)                   | Nico Zavelberg      | Roland Heep és Jeanet Pfitzer     | 2013. február 21.    |
| 246. | 8.  | Lopott szeretet (Gestohlene Liebe)             | Axel Sand           | Ralf Ruland                       | 2013. február 28.    |
| 247. | 9.  | Végzetes ügy (Das Landei)                      | Boris von Sychowski | Ralf Ruland                       | 2013. március 7.     |
| 248. | 10. | Filmszakadás (Katerstimmung)                   | Nico Zavelberg      | Stefan Barth és Michael B. Müller | 2013. március 14.    |
| 249. | 11. | A bébiszitter (Das Aupairgirl)                 | Nico Zavelberg      | Andreas Heckmann                  | 2013. március 21.    |
| 250. | 12. | Életre szóló barátság (Freunde fürs Leben)     | Kai Meyer-Ricks     | Ralf Ruland                       | 2013. március 28.    |
| 251. | 13. | Visszaköszön a múlt (Shutdown)                 | Axel Sand           | Lasse Nolte és Enno Reese         | 2013. április 4.     |
| 252. | 14. | A pénz beszél! (Geld regiert die Welt)         | Axel Sand           | Stefan Dauck                      | 2013. április 11.    |
| 253. | 15. | Csapda (Tödliche Wahl)                         | Boris von Sychowski | Boris von Sychowski               | 2013. április 18.    |

## 19. évad (2013-2014)
| Sor. | Év. | Cím                                               | Rendező            | Író                                    | Premier            |
| ---- | --- | ------------------------------------------------- | ------------------ | -------------------------------------- | ------------------ |
| 254. | 1.  | Féktelenül (Auferstehung)                         | Franco Tozza       | Frank Koopmann és Roland Heep          | 2013. október 24.  |
| 255. | 2.  | A riporternő (Die Nachtreporterin)                | Heinz Dietz        | Andreas Schmitz                        | 2013. október 31.  |
| 256. | 3.  | A gyakornok (Vergeltung)                          | Heinz Dietz        | Ralf Ruland                            | 2013. november 7.  |
| 257. | 4.  | A nagy visszatérés (Das große Comeback)           | Kai Meyer-Ricks    | Boris von Sychowski és Andreas Schmitz | 2013. november 14. |
| 258. | 5.  | A kis hercegnő (Die kleine Prinzessin)            | Nico Zavelberg     | Andreas Brune és Sven Frauenhoff       | 2013. november 28. |
| 259. | 6.  | Tanúvédelem (Wilde Tiere)                         | Nico Zavelberg     | Andreas Brune és Sven Frauenhoff       | 2013. december 5.  |
| 260. | 7.  | Nehéz döntés (Einsame Entscheidung)               | Kai Meyer-Ricks    | Andreas Brune és Sven Frauenhoff       | 2013. december 12. |
| 261. | 8.  | Merénylet (Revolution)                            | Franco Tozza       | Andreas Brune és Sven Frauenhoff       | 2014. március 27.  |
| 262. | 9.  | Műhiba (Die Geisel)                               | Heinz Dietz        | Thomas Retzbach                        | 2014. április 3.   |
| 263. | 10. | Hajsza (Familienfest)                             | Alexander Dierbach | Andreas Brune és Sven Frauenhoff       | 2014. április 10.  |
| 264. | 11. | Veszélyes képlet (Lackschäden)                    | Alexander Dierbach | Lorenz Stassen                         | 2014. április 17.  |
| 265. | 12. | Régi idők (1983)                                  | Nico Zavelberg     | Horst Wieschen                         | 2014. április 24.  |
| 266. | 13. | Az áruló (Der Wettkampf)                          | Heinz Dietz        | Jürgen Matthäi                         | 2014. május 8.     |
| 267. | 14. | A holtak nem beszélnek (Tote kehren nicht zurück) | Nico Zavelberg     | Ralf Ruland                            | 2014. május 15.    |

## 20. évad (2014-2015)
| Sor. | Év. | Cím                                                  | Rendező             | Író                              | Premier            |
| ---- | --- | ---------------------------------------------------- | ------------------- | -------------------------------- | ------------------ |
| 268. | 1.  | Van igazság (Die dunkle Seite)                       | Franco Tozza        | Ralf Ruland                      | 2014. október 9.   |
| 269. | 2.  | Különösen robbanékony (Jung, weiblich, hochexplosiv) | Heinz Dietz         | Marc Hillefeld                   | 2014. október 16.  |
| 270. | 3.  | A Stiller akta (Die Akte Stiller)                    | Heinz Dietz         | Lorenz Stassen                   | 2014. október 23.  |
| 271. | 4.  | Valóra vált rémálom (Die letzte Nacht)               | Boris von Sychowski | Boris von Sychowski              | 2014. október 30.  |
| 272. | 5.  | Két keréken (Jump)                                   | Nico Zavelberg      | Horst Wieschen                   | 2014. november 6.  |
| 273. | 6.  | Több mint testőr (Der Beschützer)                    | Boris von Sychowski | Boris von Sychowski              | 2014. november 13. |
| 274. | 7.  | Elrabolva (Auf eigene Gefahr)                        | Nico Zavelberg      | Thomas Retzbach                  | 2014. november 27. |
| 275. | 8.  | Zűrös futam (Das letzte Rennen)                      | Nico Zavelberg      | Jan Martin Scharf                | 2015. március 12.  |
| 276. | 9.  | Szemet szemért 1. rész (Ausgelöscht – Teil 1)        | Franco Tozza        | Andreas Brune és Sven Frauenhoff | 2015. március 19.  |
| 277. | 10. | Szemet szemért 2. rész (Ausgelöscht – Teil 2)        | Franco Tozza        | Marc Hillefeld                   | 2015. március 26.  |
| 278. | 11. | Ne játssz a tűzzel! (Spiel mit dem Feuer)            | Nico Zavelberg      | Ingo Regenbogen                  | 2015. április 2.   |
| 279. | 12. | Bénító félelem (Angst)                               | Richard Hill        | Ralf Ruland                      | 2015. április 9.   |
| 280. | 13. | A fogadás (Goal)                                     | Franco Tozza        | Horst Wieschen                   | 2015. április 16.  |
| 281. | 14. | Nyom nélkül (Wo ist Semir?)                          | Ralph Polinski      | Ralf Ruland                      | 2015. április 23.  |
| 282. | 15. | Az elszámolás napja (Tag der Abrechnung)             | Franco Tozza        | Boris von Sychowski              | 2015. április 30.  |

## 21. évad (2015-2016)
| Sor. | Év. | Cím                                      | Rendező            | Író                                           | Premier              |
| ---- | --- | ---------------------------------------- | ------------------ | --------------------------------------------- | -------------------- |
| 283. | 1.  | Az albán ügy (Vendetta)                  | Nico Zavelberg     | Boris von Sychowski                           | 2015. szeptember 10. |
| 284. | 2.  | Fertőzés (Blutgeld)                      | Alexander Dierbach | Andreas Brune és Sven Frauenhoff              | 2015. szeptember 17. |
| 285. | 3.  | Zendülés (Lockdown)                      | Alexander Dierbach | Marc Hillefeld                                | 2015. szeptember 17. |
| 286. | 4.  | A csali (Tausend Tode)                   | Alexander Dierbach | Ralf Ruland                                   | 2015. szeptember 24. |
| 287. | 5.  | Hajsza a vadonban (Duell in der Wildnis) | Kai Meyer-Ricks    | Thomas Retzbach                               | 2015. október 1.     |
| 288. | 6.  | Űrprogram (Space)                        | Kai Meyer-Ricks    | Thomas Retzbach                               | 2015. október 15.    |
| 289. | 7.  | Lopott élet (Gestohlenes Leben)          | Ralph Polinski     | Sabine Leipert                                | 2015. október 22.    |
| 290. | 8.  | Harcos amazon (Die Kämpferin)            | Ralph Polinski     | Stefan Dauck, Sabine Leipert és Julia Neumann | 2015. október 29.    |
| 291. | 9.  | Betelt a pohár (Windspiel)               | Kai Meyer-Ricks    | Marc Hillefeld                                | 2015. november 5.    |
| 292. | 10. | Bármi áron (Cobra, übernehmen Sie)       | Franco Tozza       | Roland Heep, Frank Koopmann és Jeanet Pfitzer | 2016. április 7.     |
| 293. | 11. | Túszmentő akció (Treibjagd)              | Ralph Polinski     | Thomas Retzbach                               | 2016. április 14.    |
| 294. | 12. | Ingatlanmaffia (Tödlicher Profit)        | Ralph Polinski     | Marc Hillefeld                                | 2016. április 21.    |
| 295. | 13. | Váltságdíj (Zahltag)                     | Ralph Polinski     | Andreas Brune és Sven Frauenhoff              | 2016. április 28.    |
| 296. | 14. | A szélhámos (Tricks)                     | Nico Zavelberg     | Ralf Ruland                                   | 2016. május 12.      |
| 297. | 15. | Jótett helyébe (Kriegsbeute)             | Nico Zavelberg     | Sabine Leipert és Julia Neumann               | 2016. május 19.      |
| 298. | 16. | A téves oldalon (Die falsche Seite)      | Nico Zavelberg     | Boris von Sychowski                           | 2016. május 26.      |

## 22. évad (2016-2017)
| Sor. | Év. | Cím                                           | Rendező         | Író                                           | Premier              |
| ---- | --- | --------------------------------------------- | --------------- | --------------------------------------------- | -------------------- |
| 299. | 1.  | A főnök (Die Chefin)                          | Franco Tozza    | Gerry Streberg, Frank Koopmann és Roland Heep | 2016. szeptember 1.  |
| 300. | 2.  | Apám nyomában (Auf den Spuren meines Vaters)  | Franco Tozza    | Andreas Brune és Sven Frauenhoff              | 2016. szeptember 8.  |
| 301. | 3.  | Fantomkód (Phantomcode)                       | Franco Tozza    | Horst Wieschen                                | 2016. szeptember 15. |
| 302. | 4.  | A zsebes (König der Diebe)                    | Kai Meyer-Ricks | Michael Ehnert és Rafael Solá Ferrer          | 2016. szeptember 22. |
| 303. | 5.  | Üdvözlet Moszkvából (Liebesgrüße aus Moskau)  | Ralph Polinski  | Stefan Barth                                  | 2016. szeptember 29. |
| 304. | 6.  | A nagy dobás (Drift)                          | Kai Meyer-Ricks | Jan Martin Scharf és Klaus Volfertstetter     | 2016. október 6.     |
| 305. | 7.  | A klinikai eset (Ausgebrannt)                 | Kai Meyer-Ricks | Lorenz Stassen                                | 2016. október 13.    |
| 306. | 8.  | Ez nem játék (Tod ohne Warnung)               | Ralph Polinski  | Marc Hillefeld                                | 2016. október 20.    |
| 307. | 9.  | Rosszkor, rossz helyen (Der Ernst des Lebens) | Ralph Polinski  | Sabine Leipert és Julia Neumann               | 2016. október 27.    |
| 308. | 10. | Apja lánya (Vaterfreuden)                     | Nico Zavelberg  | Ralf Ruland                                   | 2016. november 3.    |
| 309. | 11. | Midász hadművelet (Operation Midas)           | Nico Zavelberg  | Marc Hillefeld                                | 2016. november 10.   |
| 310. | 12. | Kockázat (Risiko)                             | Nico Zavelberg  | Andreas Brune és Sven Frauenhoff              | 2016. november 17.   |
| 311. | 13. | Irány kelet! (FKK-Alarm für Semir)            | Franco Tozza    | Andreas Knop                                  | 2017. április 6.     |
| 312. | 14. | Eszelős szerelem (Atemlose Liebe)             | Franco Tozza    | Thomas Retzbach                               | 2017. április 13.    |
| 313. | 15. | Volt egyszer egy nyár (Summer & Sharky)       | Ralph Polinski  | Stefan Barth                                  | 2017. április 20.    |
| 314. | 16. | Zsarolás mesterfokon (Gefangen)               | Ralph Polinski  | Boris von Sychowski                           | 2017. április 27.    |
| 315. | 17. | Alma a fájától (Der Königsmörder)             | Ralph Polinski  | Nicolai Auer                                  | 2017. május 4.       |
| 316. | 18. | A B csapat (Das B-Team)                       | Franco Tozza    | Gerry Streberg, Frank Koopmann és Roland Heep | 2017. május 11.      |
| 317. | 19. | Hulló csillagok (Geister der Vergangenheit)   | Nico Zavelberg  | Thomas Retzbach                               | 2017. május 18.      |

## 23. évad (2017-2018)
| Sor. | Év. | Cím                                           | Rendező         | Író                                           | Premier              |
| ---- | --- | --------------------------------------------- | --------------- | --------------------------------------------- | -------------------- |
| 318. | 1.  | A régi rendszer visszavág (Jenseits von Eden) | Franco Tozza    | Andreas Knop                                  | 2017. szeptember 14. |
| 319. | 2.  | Beépített szülők (Preis der Freundschaft)     | Nico Zavelberg  | Andreas Brune és Sven Frauenhoff              | 2017. szeptember 21. |
| 320. | 3.  | Szívrablók (Eltern undercover)                | Sebastian Ko    | Sabine Leipert és Julia Neumann               | 2017. szeptember 28. |
| 321. | 4.  | Piszkos család (Road Trip)                    | Sebastian Ko    | Gerry Streberg, Frank Koopmann és Roland Heep | 2017. október 12.    |
| 322. | 5.  | Királyi ügy (Der König von Ahjada)            | Sebastian Ko    | Peter Jännert                                 | 2017. október 19.    |
| 323. | 6.  | Kísértetsztori (Halloween)                    | Franco Tozza    | Gerry Streberg, Frank Koopmann és Roland Heep | 2017. október 26.    |
| 324. | 7.  | Az elveszett gyerek (Die verlorenen Kinder)   | Nico Zavelberg  | Marc Hillefeld és Ralf Ruland                 | 2017. november 2.    |
| 325. | 8.  | Mindent a szerelemért (Alles aus Liebe)       | Ralph Polinski  | Stefan Barth                                  | 2017. november 9.    |
| 326. | 9.  | Fekete bárány (Unter Brüdern)                 | Ralph Polinski  | Marc Hillefeld és Thomas Retzbach             | 2017. november 16.   |
| 327. | 10. | Egy nehéz nap (Ein Scheißtag)                 | Ralph Polinski  | Andreas Knop és Thomas Retzbach               | 2017. november 30.   |
| 328. | 11. | Szabadesés (Freier Fall)                      | Nico Zavelberg  | Horst Wieschen                                | 2017. december 7.    |
| 329. | 12. | A vér szava (Blut und Wasser)                 | Nico Zavelberg  | Boris von Sychowski                           | 2017. december 14.   |
| 330. | 13. | Hajszál híján (Überleben)                     | Nico Zavelberg  | Boris von Sychowski                           | 2017. december 21.   |
| 331. | 14. | Bollywood házhoz (Hooray for Bollywood)       | Darius Simaifar | Gerry Streberg, Frank Koopmann és Roland Heep | 2018. március 29.    |
| 332. | 15. | Nyeremény-csapda (Autohacker)                 | Darius Simaifar | Axel Melzener és Julia Nika Neviandt          | 2018. április 5.     |
| 333. | 16. | A vak szemtanú (Blinde Zeugin)                | Thomas Höret    | Boris von Sychowski                           | 2018. április 12.    |
| 334. | 17. | A francia szakács (Held der Straße)           | Franco Tozza    | Andreas Brune és Sven Frauenhoff              | 2018. április 19.    |
| 335. | 18. | Olasz módra (Kein Entkommen)                  | Franco Tozza    | Lorenz Stassen                                | 2018. április 26.    |
| 336. | 19. | Osztálykirándulás (Klassenfahrt)              | Franco Tozza    | Andreas Brune                                 | 2018. május 3.       |

## 24. évad (2018-2019)
| Sor. | Év. | Cím                                           | Rendező             | Író                                                                  | Premier              |
| ---- | --- | --------------------------------------------- | ------------------- | -------------------------------------------------------------------- | -------------------- |
| 337. | 1.  | Budapesti kalandok (Most Wanted)              | Darius Simaifar     | Andreas Brune és Sven Frauenhoff                                     | 2018. szeptember 13. |
| 338. | 2.  | Apák bűnei (Harte Schule)                     | Franco Tozza        | Andreas Brune és Sven Frauenhoff                                     | 2018. szeptember 20. |
| 339. | 3.  | Irány a showbiznisz! (Showtime für Paul)      | Franco Tozza        | Horst Wieschen                                                       | 2018. szeptember 27. |
| 340. | 4.  | Földrengés (5 vor 12)                         | Franco Tozza        | Julia Neumann                                                        | 2018. október 4.     |
| 341. | 5.  | Hajsza (Hetzjagd auf Semir)                   | Ralph Polinski      | Marc Hillefeld                                                       | 2018. október 11.    |
| 342. | 6.  | Versenyfutás az idővel (Bombenstimmung)       | Thomas Höret        | Boris von Sychowski                                                  | 2018. október 18.    |
| 343. | 7.  | Párterápia (Das Power-Paar)                   | Ralph Polinski      | Stefan Barth                                                         | 2018. október 25.    |
| 344. | 8.  | Amnézia (Amnesie)                             | Thomas Höret        | Andreas Brune, Sven Frauenhoff, Axel Melzener és Julia Nika Neviandt | 2018. november 1.    |
| 345. | 9.  | Karneváli ramazuri (Weiberfastnacht)          | Ralph Polinski      | Boris von Sychowski                                                  | 2018. november 8.    |
| 346. | 10. | Bukott angyal (Schutzengel)                   | Christian Paschmann | Gerry Streberg, Frank Koopmann és Roland Heep                        | 2018. november 29.   |
| 347. | 11. | Élet és halál között (Zwischen Leben und Tod) | Christian Paschmann | Gerry Streberg, Frank Koopmann és Roland Heep                        | 2018. december 6.    |
| 348. | 12. | Végállomás (Endstation)                       | Franco Tozza        | Gerry Streberg, Frank Koopmann és Roland Heep                        | 2019. március 21.    |
| 349. | 13. | Tűzpróba (Feuerprobe)                         | Franco Tozza        | Andreas Brune, Sven Frauenhoff és Boris von Sychowski                | 2019. március 28.    |
| 350. | 14. | A lista (Die Liste)                           | Christian Paschmann | Horst Wieschen                                                       | 2019. április 4.     |
| 351. | 15. | A birodalom őrzői (Die Wächter von Engonia)   | Ralph Polinski      | Gerry Streberg, Frank Koopmann és Roland Heep                        | 2019. április 25.    |
| 352. | 16. | Távol Afrikától (Schuld)                      | Franco Tozza        | Marc Hillefeld                                                       | 2019. május 16.      |
| 353. | 17. | Az ügyfél (Der Klient)                        | Ralph Polinski      | Lorenz Stassen                                                       | 2019. május 23.      |
| 354. | 18. | Mellékhatások (Die besten letzten Tage)       | Ralph Polinski      | Andreas Brune és Sven Frauenhoff                                     | 2019. június 6.      |

## 25. évad (2019)
| Sor. | Év. | Cím                                      | Rendező                             | Író                                                                                           | Premier              |
| ---- | --- | ---------------------------------------- | ----------------------------------- | --------------------------------------------------------------------------------------------- | -------------------- |
| 355. | 1.  | Az ötvenedik (Happy Birthday)            | Franco Tozza és Christian Paschmann | Andreas Knop                                                                                  | 2019. szeptember 12. |
| 356. | 2.  | Sarokba szorítva (Außer Atem)            | Nico Zavelberg                      | Andreas Brune és Sven Frauenhoff                                                              | 2019. szeptember 19. |
| 357. | 3.  | Tudathasadás (Zoé)                       | Thomas Höret                        | Marc Hillefeld                                                                                | 2019. szeptember 26. |
| 358. | 4.  | Homályos éjszaka (Verhängnisvolle Nacht) | Nico Zavelberg                      | Nico Zavelberg                                                                                | 2019. október 3.     |
| 359. | 5.  | Gyorsulási verseny (Der Sani)            | Nico Zavelberg                      | Ralf Ruland                                                                                   | 2019. október 10.    |
| 360. | 6.  | Próbaidőn (Auf Bewährung)                | Thomas Höret                        | Stefan Barth                                                                                  | 2019. október 17.    |
| 361. | 7.  | Rendőrsztori (Dienstschluss)             | Franco Tozza és Christian Paschmann | Boris von Sychowski                                                                           | 2019. október 31.    |
| 362. | 8.  | Veszélyben az ara (Brautalarm)           | Ralph Polinski                      | Marc Hillefeld                                                                                | 2019. október 31.    |
| 363. | 9.  | Örökség 1. rész (Vermächtnis – Teil 1)   | Darius Simaifar                     | Gerry Streberg, Frank Koopmann, Roland Heep, Andreas Brune, Sven Frauenhoff és Marc Hillefeld | 2019. november 14.   |
| 364. | 10. | Örökség 2. rész (Vermächtnis – Teil 2)   | Darius Simaifar                     | Gerry Streberg, Frank Koopmann, Roland Heep, Andreas Brune, Sven Frauenhoff és Marc Hillefeld | 2019. november 14.   |

## 26. évad (2020)
| Sor. | Év. | Cím                                   | Rendező                             | Író                              | Premier              |
| ---- | --- | ------------------------------------- | ----------------------------------- | -------------------------------- | -------------------- |
| 365. | 1.  | Az újonc (Der Neue)                   | Franco Tozza és Christian Paschmann | Andreas Brune és Sven Frauenhoff | 2020. augusztus 20.  |
| 366. | 2.  | A teljes igazság (Die ganze Wahrheit) | Franco Tozza és Christian Paschmann | Sabine Leipert                   | 2020. augusztus 20.  |
| 367. | 3.  | Szép új világ (Schöne neue Welt)      | Franco Tozza és Christian Paschmann | Andreas Knop                     | 2020. augusztus 27.  |
| 368. | 4.  | Tömegkarambol (Kollision)             | Franco Tozza és Christian Paschmann | Marc Hillefeld                   | 2020. szeptember 10. |
| 369. | 5.  | A banda (Abgründe)                    | Franco Tozza és Christian Paschmann | Andreas Brune és Sven Frauenhoff | 2020. szeptember 17. |
| 370. | 6.  | Nincs visszaút (Ein langer Weg)       | Franco Tozza és Christian Paschmann | Andreas Brune és Sven Frauenhoff | 2020. szeptember 24. |

## 27. évad (2021)
| Sor. | Év. | Cím                                  | Rendező              | Író                                            | Premier             |
| ---- | --- | ------------------------------------ | -------------------- | ---------------------------------------------- | ------------------- |
| 371. | 1.  | Néma fájdalom (Stiller Schmerz)      | Anna-Katharina Maier | Sabine Leipert és Sabrina Rössel               | 2021. július 29.    |
| 372. | 2.  | Féktelenül (Erbarmungslos)           | Anna-Katharina Maier | Marc Hillefeld és Sabine Leipert               | 2021. július 29.    |
| 373. | 3.  | Bátorsági próba (Abflug)             | Darius Simaifar      | Boris von Sychowski                            | 2021. július 29.    |
| 374. | 4.  | Ismeretlen áldozat (Identität)       | Darius Simaifar      | Boris von Sychowski                            | 2021. augusztus 5.  |
| 375. | 5.  | Az orgazda (Völlig schmerzfrei)      | Christian Paschmann  | Andreas Knop, Sabine Leipert és Sabrina Rössel | 2021. augusztus 5.  |
| 376. | 6.  | Belső ellenség (Innerer Feind)       | Christian Paschmann  | Sabine Leipert és Sabrina Rössel               | 2021. augusztus 5.  |
| 377. | 7.  | A csapat 1. rész (Das Team – Teil 1) | Franco Tozza         | Andreas Brune és Sven Frauenhoff               | 2021. augusztus 12. |
| 378. | 8.  | A csapat 2. rész (Das Team – Teil 2) | Franco Tozza         | Andreas Brune és Sven Frauenhoff               | 2021. augusztus 12. |

## 28. évad (2022)
| Sor. | Év. | Cím                            | Rendező         | Író                               | Premier           |
| ---- | --- | ------------------------------ | --------------- | --------------------------------- | ----------------- |
| 379. | 1.  | Nincs bocsánat (Unversöhnlich) | Franco Tozza    | Etienne Heimann                   | 2022. október 20. |
| 380. | 2.  | Tehetetlenség (Machtlos)       | Franco Tozza    | Etienne Heimann és Sabine Leipert | 2022. október 27. |
| 381. | 3.  | Védtelenül (Schutzlos)         | Darius Simaifar | Marc Hillefeld és Etienne Heimann | 2022. november 3. |